# Virgin Trains
Virgin Trains est une entreprise ferroviaire britannique, filiale à 49 % de Stagecoach et à 51 % du groupe Virgin, fondé par Richard Branson, groupe diversifié (musique, distribution, boissons, transport aérien...). Créée à l'occasion de la privatisation des chemins de fer britanniques (ex BR, British Railways), elle a remporté deux concessions de services voyageurs du type grandes lignes (Intercity) : la West Coast Main Line et Cross Country. Ces concessions expirent en avril 2017.
Le réseau exploité représente 3 733 km, à voie normale, en partie électrifiés en courant alternatif 25 kV, 50 Hz.

## West Coast Main Line
Cette ligne est exploitée par la West Coast Trains Limited. Elle assure des liaisons au départ de la gare d'Euston à Londres en direction de l'ouest des Midlands, du Nord-Ouest, du nord du Pays de Galles ainsi que de l'Écosse. Des liaisons cadencées relient Londres à Birmingham et Manchester toutes les 20 minutes et toutes les heures vers Liverpool et Preston. Virgin a lourdement investi pour mettre en service sur ces dessertes, à partir d'août 2002, des trains pendulaires dérivés du Fiat ETR 470 Pendolino italien, aptes à circuler à 225 km/h.
Le 24 février 2007, se produit un déraillement sur la ligne Glasgow/Londres faisant un mort et une vingtaine de blessés.
Après 22 années de service (ce qui en fait la plus longue franchise de train britannique), le 7 décembre 2019 Avanti West Coast a succédé à Virgin Trains en tant qu'exploitant de la West Coast Main Line. La société-mère du nouvel opérateur est issue d’un partenariat entre FirstGroup, société basée à Aberdeen, et Trenitalia, société italienne.

## Cross Country
Exploitée par une autre filiale, Cross Country Trains Ltd., elle assure des services à grande distance entre l'Écosse, le Nord-Ouest et le Nord-Est de l'Angleterre vers le Sud et le Sud-Est, via les Midlands.
Le matériel roulant de cette « franchise » a été entièrement renouvelé. Virgin a mis en service des rames automotrices « voyager » et « super voyager » comportant respectivement 4 et 5 voitures et aptes à rouler à 200 km/h. Le type « super voyager » dispose de la pendulation.
Le 10 juillet 2007, à la suite d'un appel d’offres, le Ministère des Transports annonce qu'Arriva opérera désormais la franchise Cross-Country, transférant ainsi les services ferroviaires de Virgin CrossCountry à CrossCountry le 11 novembre 2007.

## Valeurs importantes
- Trafic annuel : 33 millions de voyageurs transportés, 5,5 milliards de voyageurs-kilomètres.
- Parc de matériel : 53 Pendolinos (477 voitures) et 78 voyagers et super-voyagers (352 voitures).